# Utricularia gibba
Utricularia gibba este o specie de plante carnivore din genul Utricularia, familia Lentibulariaceae, ordinul Lamiales, descrisă de Carl von Linné. A fost clasificată de IUCN ca specie cu risc scăzut. Conform Catalogue of Life specia Utricularia gibba nu are subspecii cunoscute.